# Лущиков, Анатолий Павлович
Анато́лий Па́влович Лу́щиков (9 ноября 1917, Лебяжье, Уржумский уезд, Вятская губерния, РСФСР, СССР — 7 марта 1999, Москва, Россия) — советский хозяйственный, государственный и политический деятель, член ЦК КПСС.

## Биография
Родился в 9 ноября 1917 года, русский. В 1941 году окончил Куйбышевский сельскохозяйственный институт. Член ВКП(б) с 1942 года. 
Участник Великой Отечественной войны в июле 1941–1945 годах, до 3 июня 1946 – в Советской Армии. С 1946 — в аппарате Саратовского обкома КПСС, в 1952–1954 – 1-й секретарь Романовского райкома КПСС, в 1954–1956 – заведующий отделом Балашовского обкома КПСС, в 1956–1957 – первый заместитель председателя Балашовского облисполкома.
В 1957–1960 – инструктор отдела партийных органов ЦК КПСС, в 1960–1962 – секретарь Брянского обкома КПСС. В 1962–1971 – заместитель заведующего сельскохозяйственным отделом ЦК КПСС.
С 1971 – помощник секретаря ЦК КПСС Ф. Д. Кулакова, с 1978 – секретаря, затем генерального секретаря ЦК КПСС М. С. Горбачёва.
Избирался депутатом Верховного Совета СССР 11-го созыва. Делегат XXVI и XXVII съездов КПСС.
Из отзывов о нём, как о помощнике М. С. Горбачёва: «он тоже слышал только то, что ему хотелось, надо было услышать» (Г. В. Пряхин).
Умер 7 марта 1999 года в Москве на 81-м году жизни. Похоронен на Троекуровском кладбище.